# Гординя (село)
Гординя́ – село в Україні, у Самбірському районі Львівської області. Населення становить 898 осіб. Орган місцевого самоврядування — Новокалинівська міська громада.

## Географія
Гординя розташоване на правому березі річки Дністер у Придністровській низовій долині (яка розпочинається від великого коліна річки Стрвяж, біля села Луки, колись — Конюшки Семинівські), за 5 км на схід від центру територіальної громади міста Новий Калинів, у 12 км на північний-схід від районного центру м. Самбора та за 56 км на південний-захід від обласного центру м. Львова.

Історик та краєзнавець Іван Филипчак у своїй книзі «Школа в Гордині» писав, що село лежить:
«на послідній горбовині перед великим самбірським болотом, де найвище знесіння виносить всього 305 м над рівнем моря»
Село знаходиться на правому березі Дністра, який часто розливався, внаслідок чого вся долина перетворювалася в велетенське озеро. Щоб хоч якось зарадити лихові, австрійський уряд зобов'язав мешканців Гордині і навколишніх сіл прокопати канал із Гордині до Долобова, та це ситуації не поправило, аж в радянські часи за допомогою потужної техніки було зроблено систему меліоративних каналів, насипану вздовж ріки дамбу, і терен вдалось осушити.
Східну частину села становить присілок «Сокирчиці», а західну — шляхетний присілок Закуття — боярське гніздо Гординських гербу Сас. У центрі села – власне Гординя або Гординя Рустикальна.

## Клімат
У селі помірний континентальний клімат. Найхолодніший місяць — січень, найспекотніший — липень. Середня кількість опадів: 830 мм щорічно.
| Кліматограма Гордині                                                                  | Кліматограма Гордині | Кліматограма Гордині | Кліматограма Гордині | Кліматограма Гордині | Кліматограма Гордині | Кліматограма Гордині | Кліматограма Гордині | Кліматограма Гордині | Кліматограма Гордині | Кліматограма Гордині | Кліматограма Гордині |
| ------------------------------------------------------------------------------------- | -------------------- | -------------------- | -------------------- | -------------------- | -------------------- | -------------------- | -------------------- | -------------------- | -------------------- | -------------------- | -------------------- |
| С                                                                                     | Л                    | Б                    | К                    | Т                    | Ч                    | Л                    | С                    | В                    | Ж                    | Л                    | Г                    |
| 46 0 −6                                                                               | 50 1 −5              | 55 7 −1              | 63 14 4              | 91 19 9              | 90 22 13             | 110 23 15            | 80 23 14             | 75 18 10             | 62 13 6              | 55 8 2               | 53 2 −3              |
| Середня макс. і мін. температури повітря (°C) Атмосферні опади (мм), за рік : 830 мм. |                      |                      |                      |                      |                      |                      |                      |                      |                      |                      |                      |

## Назва
Одна із версій: спершу село (осада) називалося Орди́на, потім Орди́ня і вже опісля — Гординя́.
Назва походить від терміна «орда» (так звалася самоуправа у селах, населених «ординцями» — княжими слугами). Вже це є переконливим твердженням, що село засноване в княжі часи. Легко довести, чому саме тут воно виникло, адже навколо повно сіл, заселених чужинцями — полоненими: Волоща, Пруси, Татари та інші, а як відомо, головним обов'язком ординців і було контролювати їх. Наглядали вони ще за дорогами та возили князівські депеші на велику відстань.
7.5.1946 р. рішенням Президії Верховної Ради УРСР було перейменовано населені пункти Гординянської сільської ради: село Гординя-Рустикальна на село Гординя Перша, а село Гординя-Шляхоцька  — на село Гординя Друга.

## Історія
У 1511, 1532, 1538 роках село згадується в актах Перемиських гродського та земського судів, які розглядали різні майнові справи.

До 1557 року Гординя вважалася королівською і належала до Самбірської економії, до Дублянського ключа. Саме тоді, мешканець села Гордині, шляхтич Іван Федькович Гординський звертається до короля Сигізмунда ІІ за пітвердженням грамоти ХІІІ століття, яка була надана його родичеві князем Левом Даниловичем. Король Сигізмунд ІІ 8 січня 1557 року її підтвердив. В цій грамоті ХІІІ ст. йшлося про таке:
«Я, князь Лев, возвали єсмо з Литовської землі Стефана Лізда, дали єсми єму в Самборскій волости село Гординю, а другоє Дорозево зо всіми ужитками і землею, і сіножатами, со дубравами, з лісами, і бортами, і сітми, і з ріками, і со млином, і со єзіорми, і потоки, со криничами, і со риніами, і со всіми прави, так яко сми сами держали і тако далисмо єому на вікі і дітіом єго і внучатом єго і правнучатом єго на вікі. В ненадобі уступатисіа на тоє слово нікому, а хто сіа уступит суд ми і з ним будемо мати перед Богом».
Оскільки немає відповідних прикінцевих клаузул документа, місце його складання не є відоме. Не відомий також час його написання. Якщо його видавав князь Лев Данилович, то видано його було до 16 березня 1301 року, як вважають вчені — дати його смерті, якщо це був Лев ІІ (Лев Юрійович), то теж не пізніше 21 травня 1323 року, який саме тоді помер.
Якщо грамоту видав князь Лев Данилович, то видано її було до 16 березня 1301 року, як вважають вчені, це дата його смерті.
Є ще один варіант заснування села. Його залишив історик Іван Филипчак. Він стверджував, що бачив особисто і зняв копію грамоти князя Лева Даниловича у якій була позначена дата: 5 травня 1274 року. Якщо це правда, то це і є перша згадка про заснування села Гординя.
Другу ж копію, яка майже слово в слово повторює першу, було передано уже далеким нащадкам Івана Гординського (того з 1557 року) — Петром Гординським у Перемиський гродський суд 28 вересня 1763 року, щоб вписати її як грамоту князя Лева Даниловича в актову книгу гроду.
Входячи в Дублянський ключ Самбірської королівської економії, селяни Гордині малися не зле, бо сплативши чинш солтисові, а той королеві, були теж гідними людьми, були власниками землі та пристойного господарства. Проте, вже з 1434 року, настали кепські часи: в Галичині було встановлено польське право, землею мають право володіти лише король, церква і шляхта. Відтоді земля стала не селянська, а пана, який володіє Гординею, за користування землею, уже з 1520 року встановлено один день панщини — безплатної праці на панському фільварку — на тиждень, в році це 52 дні. В майбутньому панщина зросте до 4 днів на тиждень, і не від лану поля, як на початках, а від четвертої його частини (це 208 днів на рік! Якщо ж відкинути зимові дні, то виходить, що на своєму полі тобі уже працювати ніколи).
Нестерпні біди зазнавали мешканці села і від татарсько — турецьких набігів, перший з яких був ще в 1474 році. В 1498 році перший набіг на Галичину зробили турки, дощенту її зруйнували і забрали в полон 100 тисяч люду. У 1524 році хан Аслан спустошив Самбірщину і спалив Самбір. Неодноразово горіла і Гординя. В одному старому документі йдеться, що «в октаві Божого Тіла в 1640 році татари спалили Дубляни і навколишні села».
В Гордині, через велику заболоченість терену, траплялися випадки холери.
У 1560 році, в одному з будинків шляхти діяла школа. Заснував її шляхтич Михайло Федькович Гординський, городничий Овруцький. В його будинку місцевий дяк вчив десять років синів шляхти. Його учнями були Дмитро та Петро Гординські, які брали участь у виборі Єпископа Гілевича; Павло Федькович Гординський, а також Кость Федькович Гординський, званий Гордієнко, останній лицар і кошовий Запорозької Січі, який був делегатом від запорозьких козаків на варшавський сейм у 1659 році.
Під час національно-визвольної війни українського народу під проводом Богдана Хмельницького (1648–1657) чимало мешканців Гордині брали участь у повстаннях. Серед них родини Гординських, Городиських, Чайківських, Білинських, Яворівських та ін.
У другій половині XVIII століття освіта у Гордині (як в цілій Польщі) дуже упала. Свідченням цього є той факт, що 27 травня 1767 року на конфедерації шляхти у Вишні під декларацією 40 осіб замість підпису клали знак святого хреста. У «Річній табелі Гординської парохії» станом на 1 січня 1791 року зафіксовано, що з 985 душ в парохії до школи не ходив ніхто. У цей час школа у Гордині була лише на папері.

### Австрійська імперія→Австро-Угорщина
З 1835 року зафіксовано, що у Гордині була парохіяльна школа. Вчителював у ній Ярема Ляхнович, а з 1836 року Том Лєхнуш. Найстарші люди в Гордині оповідали, що після Лєхнуша вчив кілька літ Василь Пак, в 40-х рр. Василь Пик.
У 1863 р. заведено у Гордині приходську неуправильнену школу, в якій дяко-учитель Теодор Присташ, як провізоричний вчитель, за 40 ринських річної платні вчив 30 дітей, хоч спосібних до науки було 92.
У 1865 році перемінено Гординську неуправильнену школу на тривіяльну, де той самий дяко-вчитель вчив 35 дітей. Цього ж року до школи почав ходити майбутній український письменник Андрій Чайковський.
1855 року уряд Австрії провів нову адміністративну реформу. Відповідно до цієї реформи Гординя стала відноситися до Самбірського повіту. Село Лука перестало бути центром околиці: камеральну домінію у ній ліквідовано. Центром поступово стають Дубляни.
У 1867 році в Австрійській імперії прийнято Конституцію, яка надала громадянам демократичні права і свободи. Мешканці Гордині — одружені чоловіки віком від 24-х років, що мають своє господарство, отримують виборче право. Що три роки вони обирають гмінну раду (в Гордині аж три гміни — в Гордині рустикальній, в Гордині шляхетській — тут обирають не війта, а префекта, і в Сокирчицях), є ще тут Двірський обшар — четверта адміністративна одиниця, яку очолює місцевий дідич (з 1820 року — це пан Сузанський і його наступники) і ще один Двірський обшар в Сокирчицях, який очолює — граф Комаровський.
У 1872 році прийшов на вчителя до Гордині Григорій Гординський, уродженець села Гордині, присілка Закуття і вчителював понад 30 років як перший кваліфікований вчитель. Цілий час свого вчителювання брав участь в житті громади, заложив у селі читальню, шпихлір, спроваджував для селян книжки, вчив господарства, будив національну свідомість, за що зазнавав багато прикростей.
1904 року, за ініціативою голови Самбірської філії товариства «Просвіта» та вихідця з Гордині Дмитра Гординського–Антоновича в шляхетському присілку Закуття створюють читальню «Просвіти» (кошти на побудову читальні дала Городиська Анна). В тому ж році за ініціативи нового голови філіалу Данила Стахури та місцевого вчителя Василя Жиги, випускника вчительської семінарії, створюється читальня і в Гордині рустикальній.
Створити кооперативу допомогло товариство «Народна торгівля», створене 1883 року. В 1898 році засновано «Краєвий Союз Кредитовий», який дає початок сільській і ремісницькій кооперації. В тому ж 1898 році створюється товариство «Сільський господар», яким активно займався Йосиф Гординський–Федькович та Іван Януш.
Уродженці Гордині в лавах Збройних сил Австро-Угорщини, учасники Першої світової війни:
- Воютицький Яким;
- Галещинський Іван (1879 р.н.) — військовослужбовець залізничного полку, потрапив в російський полон;[9]
- Гординський Іван (1882 р.н.) — військовослужбовець 18-го піхотного полку, потрапив в російський полон;[10]
- Городиський Василь;
- Даців Степан;
- Даців Теодор — піхотинець 10-ї роти 77-го піхотного полку, отримав поранення в 1915 р.;[11]
- Дзимба Йосиф (1896 р.н.) — стрілець 3-ї роти 29-го стрілецького полку, отримав поранення в 1918 р.;[12]
- Мокрянський Іван (1897–11.01.1918) — стрілець 33-го стрілецького полку, загинув.[13]
- Наконечний Ілля (1887 р.н.) — єфрейтор резерву титулярний капрал 4-ї роти 77-го піхотного полку, потрапив в російський полон в 1915 р.;[14]
- Наконечний Йосиф (1882 р.н.) — піхотинець 4-ї роти 5-го піхотного полку ландверу, потрапив в російський полон в 1915 р.;[15]
- Ортинський Пилип Андрійович (нар. 25.11.1889) — піхотинець 1-ї кулеметної роти 77-го піхотного полку, зник безвісти 29.05.1917 р.;[16]
- Савінський Йосиф (1893—1915) — піхотинець 2-ї роти 77-го піхотного полку, ймовірно загинув;[17]
- Сенчишин Микола (1896—1917) — піхотинець 1-ї роти 77-го піхотного полку, ймовірно загинув;[18]
- Фурдин Яким (1876 р.н.) — військовослужбовець 33-го уланського полку, потрапив в російський полон в 1916 р.;[19]
- Швець Іван (1884–22.11.1914) — цугсфюрер 2-ї роти 77-го піхотного полку, загинув;[20]
- Яворський Теодор (1884—1915) — піхотинець титулярний єфрейтор 12-ї роти 77-го піхотного полку, ймовірно загинув.[21]

В лавах УГА перебували: Осип Баган (булавний), Броніслав Біж, Ілько Бережницький, Василь Городиський, Тимко Возняк, Михайло Баб'як, Богдан Мороз та інші. На саморобному бронепоїзді воював Григорій Даців. Більшість гординців входили у Восьму Самбірську бригаду УГА.
21 грудня на основі Конституції ЗУНР в Гордині було створено раду села, комісаром обрано Івана Совінського.

### ПеріодПольської Республіки(1919—1939)
У 1920–30-хх рр. починають проникати комуністичні ідеї, які через своїх поплічників активно пропагує СРСР. Емісарами його стають члени КПЗУ, яких на початку 1930 років в Західній Україні налічувалося 4350 чоловік, долучались до них і легальна організація «Селянин–робітник». У Гордині їх очолював Федір Кульчицький із Закуття (недовчений студент, який посів в КПЗУ дуже високі пости). Як свідчать документи, уже 7–8 листопада 1925 року (на роковини більшовицького перевороту в Росії) його зподвижниками в Гордині на церкві було розвішано лозунги, на яких писалося: «Хай живе радянська Польща!», «Хай живе соціалістична революція 1905, 1917, 1925 років!», «Проч з податками від вільних селян!», «Смерть буржуазії! Хай живе Комуна!». Про це є звіт прокурора Львівського апеляційного суду найвищій владі. Хто це зробив, поліція не дізналась, а от, хто брав участь в наступній акції, влада дізналася. Акція відбулася 25 квітня 1929 року в Корналовичах і Гордині, де, як повідомляє комендант поліції в ночі було розвішано листівки Самбірського повітового комітету КПЗУ до свята 1 Травня, і за причетність до цієї справи в Гордині було заарештовано Омеляна Гординського (секретар) та Степана Возняка (член місцевого кола прокомуністичної організації «СельРоб — Єдність»), які ті листівки розкинули по селу.
Та поряд з червоною ідеєю, якою «заразилася» жменька гординців, в село проникає і ідея національного визволення від польського панування, ідея модерного націоналізму.
У 1921 році стараннями о. Юрія Гошки та його сина Ярослава (в числі перших дев'яти в Самбірському повіті) відновлюються читальні «Просвіта» (в Закуттю, Гордині та Сокирчицях). Очолювали їх: в Закуттю — Василь Городиський, в Гордині — Осип Пазюк та Степан Рак, в Сокирчицях — Йосип Фурдин. Усі читальні вели просвітницьку та економічну роботу: передплачували газети і журнали, ставили вистави за драматичними творами українських класиків, організовували урочистості з нагоди національних свят, створювали кооперативи («Злагода») та ін.
На поч. 1930-х рр. очільник Самбірського проводу ОУН Василь Попіль — «Гордий» за завданням Окружного проводу створює осередки ОУН в Корналовичах, Гордині, Дублянах.
У середині 1930-х рр. молоді активісти «Просвіти» стали насипати в кожному селі могили «Борцям за волю України». Польська влада руйнувала могили, посилала в села кінну жандармерію. У Сокирчицях їм вдалось розвалити вже насипану могилу, а ось у Гордині це варварство зупинив отець Юрій Гошко, заявивши, що на церковному подвір'ї, а саме там була насипана і освячена могила, не дасть порядкувати нікому. За промову на освяченні могили «Борцям за волю України», в якій о. Юрій Гошко сказав: «Від Кавказу аж по Сян — один український лан!», поляки заарештували його й кинули до в'язниці.
1 серпня 1934 року, в зв'язку з адміністративною реформою, самостійні гміни Гординя Шляхецка та Гординя Рустикальна стали належати до Гміни Калинів.

### СРСР(1939—1941, 1944—1991)
На початку Другої світової війни у вересні 1939 року Гординя була зайнята німецькими військами, але відповідно до Пакту Молотова–Ріббентропа 26 вересня Гординя, як і частина інших західноукраїнських земель, була передана СРСР.
З вересня 1944 року розпочалися перші сталінські репресії в селі Гординя і по всій Західній Україні. Найбільше облав НКВС було на Різдвяні свята в січні 1945 року. Перших заарештованих відправляли до відділу НКВС в Дублянах, пізніше — до Дрогобича. У товарних вагонах вивозили в Сибір усіх, хто мав освіту від 7-8 класів. Більшість патріотів була розстріляна. Церкви обкрадали, змінювали місцеві органи влади, вербували нових людей (як правило, з числа малограмотних, малосвідомих і бідних сімей). Розпочався радянський період у житті парафіян Гордині.

#### ДіяльністьОУН–УПА
На поч. 1930-х рр. очільник Самбірського проводу ОУН Василь Попіль — «Гордий» за завданням Окружного проводу створює осередки ОУН в Корналовичах, Гордині, Дублянах.
У другій половині 1943 р. в Галичині активно створюються загони Української народної самооборони (зародок УПА–"Захід") з метою захисту українського населення від окупаційних режимів. Створенням такого відділу в Гордині займався уродженець села Іван Наконечний — «Орленко». В подальшому бійці Гординського загону УНС перейшли в новостворену чоту під керівництвом «Орленка» в сотні «Булава» ТВ-24 «Маківка» ВО-4 «Говерла» УПА-«Захід».
Бій в Гордині (4 березня 1948 р.)
4 березня о 4 годині ранку оперативно-військова група (300 чол.) Дублянського РВ МДБ оточила присілок Закуття, де напередодні ввечері зупинилася група з 8 бійців 92-го відділу (сотня «Булава») під командуванням Івана Наконечного — «Орленка». До групи входили: «Блакитний» – санітар, «Гайдук» – стрілець, «Юрко» — кулеметник, «Лісовик» — особистий охоронець (один з найкращих стрільців відділу 96), «Вишневий» — стрілець, «Орленко» — командир. Вислідив групу «Орленка» співробітник МДБ Федір Греділь (агентурне псевдо «Алісов»).
Близько 8.00, побачивши більшовиків, «Орленко» забрав із двох хат 5-х стрільців, а 3-х залишив. Стрільці, які залишилися поховалися в будинках, а «Орленко» почав відступати в сторону лозів над р. Дністер. За іншими даними група повстанців вийшла із Закуття в сторону лісу де була їхня криївка (головна база перебування сотні «Булава»). Більшовики запримітили відступаючих повстанців і відкрили по них вогонь. Повстанці залягли і почали відбиватися, після чого більшовики пішли в наступ. Змінюючи становище, перший був убитий від ворожих куль стрілець «Гайдук». Більшовики брали в кільце повстанців, постійно стріляли, від того отримав поранення санітар «Блакитний» і попросив командира «Орленка» його дострелити аби він не потрапив живим у руки ворога. «Орленко» прохання виконав, побачивши безвихідне положення пустив кулю і собі. Вогонь не вщухав, «Юрко» відстрілюючись, відступив за село, де й був убитий, біля 150 м від хат. Стрілець «Лісовик», відстрілюючись цілий час з кріса, відступав між хати. За ним гналося 6 більшовиків. 3-х із них він застрілив, а інші 3 затрималися, що дало змогу стрільцю скочити на подвір'я одного господаря і скритися під хмизом біля оборога, де й залишився живим. Останнього стрільця «Вишневого» знайшли більшовики в стайні під жолобом, звідки він виліз, говорячи до більшовиків: «Не вбивайте мене, я багато вам розкажу».
Під час бою було знищено 9 радянських військовослужбовців, у тому числі 2 офіцери, і поранено 5.
В лавах повстанців загинули 4 воїни УПА: сотенний «Орленко», санітар «Блакитний», кулеметник «Юра» («Юрко») та стрілець «Гайдук», 1 зловлений живцем — «Вишневий». Серед матеріальних втрат: 1 ППС, 1 ППШ, 1 кулемет ДП, 1 кріс, 1 пістоле, 200 шт. російських набоїв до кріса та 3 диски до кулемета.
Після бою 15 більшовиків забрали зі собою стрільця «Вишневого» та машиною поїхали до Дублян, там забрали зі собою ще 25 більшовиків і поїхали до лісу біля с. Кульчиці–Олексята, де містився зимовий табір чотового «Кобзи» сотні «Булава», про який знав зловлений стрілець «Вишневий». В криївці перебували: «Кобза» (чотовий), «Грушка», «Доля», «Короленко», «Осінній» (особистий охоронець «Орленка»), «Степовий», «Клим» (особистий охоронець «Орленка»), «Шумний», «Люба» (Ворончак Л. А., зв'язкова із Кульчиць), «Блакитний-2» (Борис І. Ф.).
О 12.00 год. 4 березня 1948 р. спецоперацію розпочато знову. Криївку оточили з усіх сторін. Вояки УПА захищалися, як могли. Загинули: «Осінній», «Кобза», «Доля», «Короленко», «Грушка», «Шумний», «Степовий». Двом юнакам вдалося втекти. «Любу» (Ворончак Л. А.), сестру «Короленка», і «Блакитного-2» (Борис І. Ф.) МДБісти забрали в Дубляни. Ворожа сторона зазнала 13 вбитими. Впавших повстанців більшовики роздягнули і забрали до Дублян. Двоє селян з Гордині помили їх, після цього більшовики поклали тіла в білизні під парканом. Кожному повстанцеві більшовики розбурхали волосся, праву руку затиснули і піднесли вгору на висоту очей, а ліву руку притулили до лівого вуха і в такій позі зробили фотографію. Впавші повстанці були поділені на дві групи. Одна з них командира «Орленка», друга чотового «Кобзи». В рядку сиділи перший «Орленко», а по його лівій руці стрільці з його групи. Так само була покладена група «Кобзи». Тіла повстанців у такій позі лежали під тином три дні і кожного, хто приходив дивитись, більшовики записували.

## Духовна історія Гордині
Вперше місцева православна парафія в Гордині згадується в 1400 році. На початку XVII ст. в селі Гординя збудовано дерев'яну церкву — попередницю теперішньої.
Іван Филипчак у своїй книзі «Школа в Гордині» пише про Гординську метрику, датовану 1684 роком:
«…мала вона 277 сторінок, з них 37 записаних, 20 см висока і 16 см широка, оправлена в шкіру. Спочатку писано в ній по-польськи, відтак — по — українськи скорописом з титлами, дуже дрібним і гарним почерком, при кінці знову по — польськи. Спис вінчаних і народжених доведено до 1777 року, а при кінці Протокол оповідей. З неї довідуємося, що парухами в Гордині від 1684 року до 1788 року були Білинські, і парохія переходила від вітця до сина. По них зайняв парафію отець Василь Яновський, що був 56 літ парохом»
У період служіння на парафії о. Дмитро Ортинського (1877–1905) Гординя (матірна парафія) налічувала 1000 душ, у дочірній (с. Корналовичі) — 960, у Сокирчицях — 460, у Кружиках — 200.
| Відомі роки                   | Прізвище, ім'я                                           |
| ----------------------------- | -------------------------------------------------------- |
| 1684 — ?                      | о. Білинський                                            |
| ? — 1788                      | діти, внуки о. Білинського                               |
| ? — 1785 — травень, 1788      | о. Габріель Білинський                                   |
| травень 1788 — 11 квітня 1844 | о. Василь Яновський (~1761–11.04.1844)                   |
|                               | о. Олександр Нестерович (сотрудник о. Василя Яновського) |
| лютий 1846— 20 травня 1877    | о. Микола Городиський (~1809–20.05.1877)                 |
| 1877–1905                     | о. Дмитро Ортинський                                     |
| 1905–1906                     | о. Микола Кишакевич                                      |
| 1906–1917                     | о. Лев Мацуцький                                         |
| 1917 — червень 1941           | о. Юрій Гошко                                            |
| 1941–1944                     | о. Ярослав Кузич                                         |
| 1946–1977                     | о. Володимир Худик                                       |
| 1975–1977                     | о. Богдан Вітів                                          |
| 1977-1983                     | о. Іван Шимелинець                                       |
| 1983 — жовтень 2016           | о. Микола Волянський                                     |
| 2016 по сьогодні              | о. Олег Губик                                            |

### ЦеркваСв. ДмитріяУГКЦ1810р.

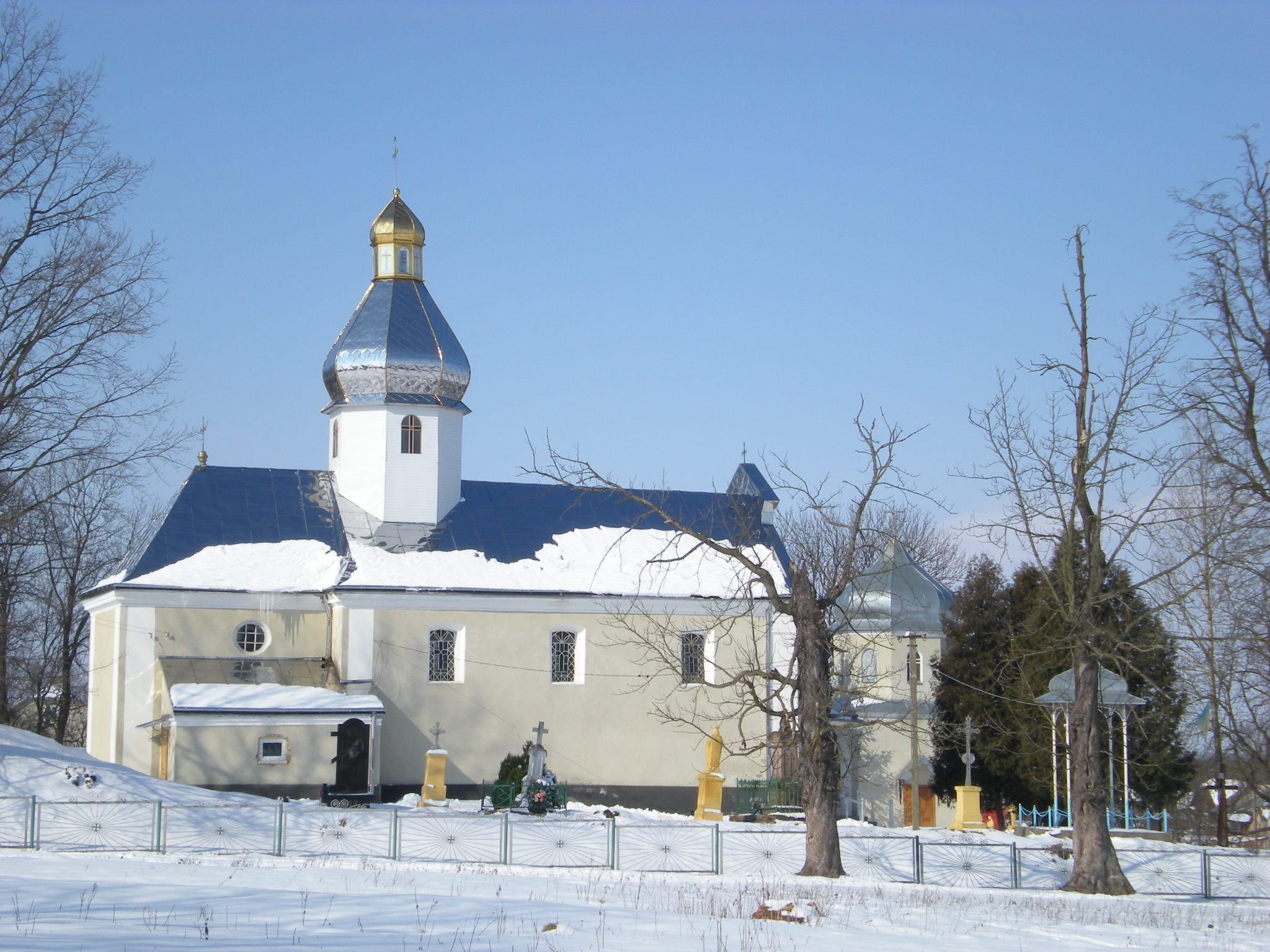
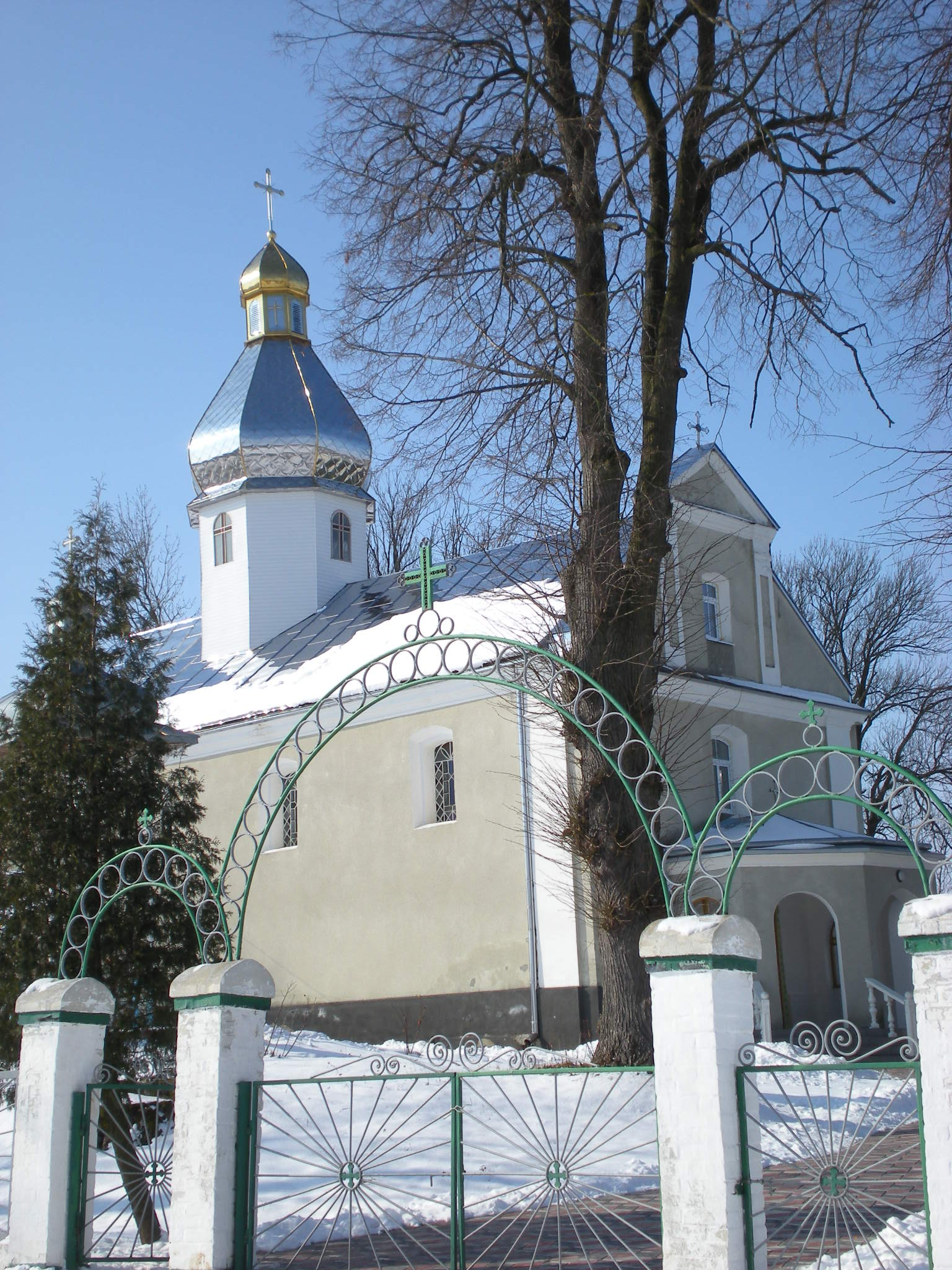
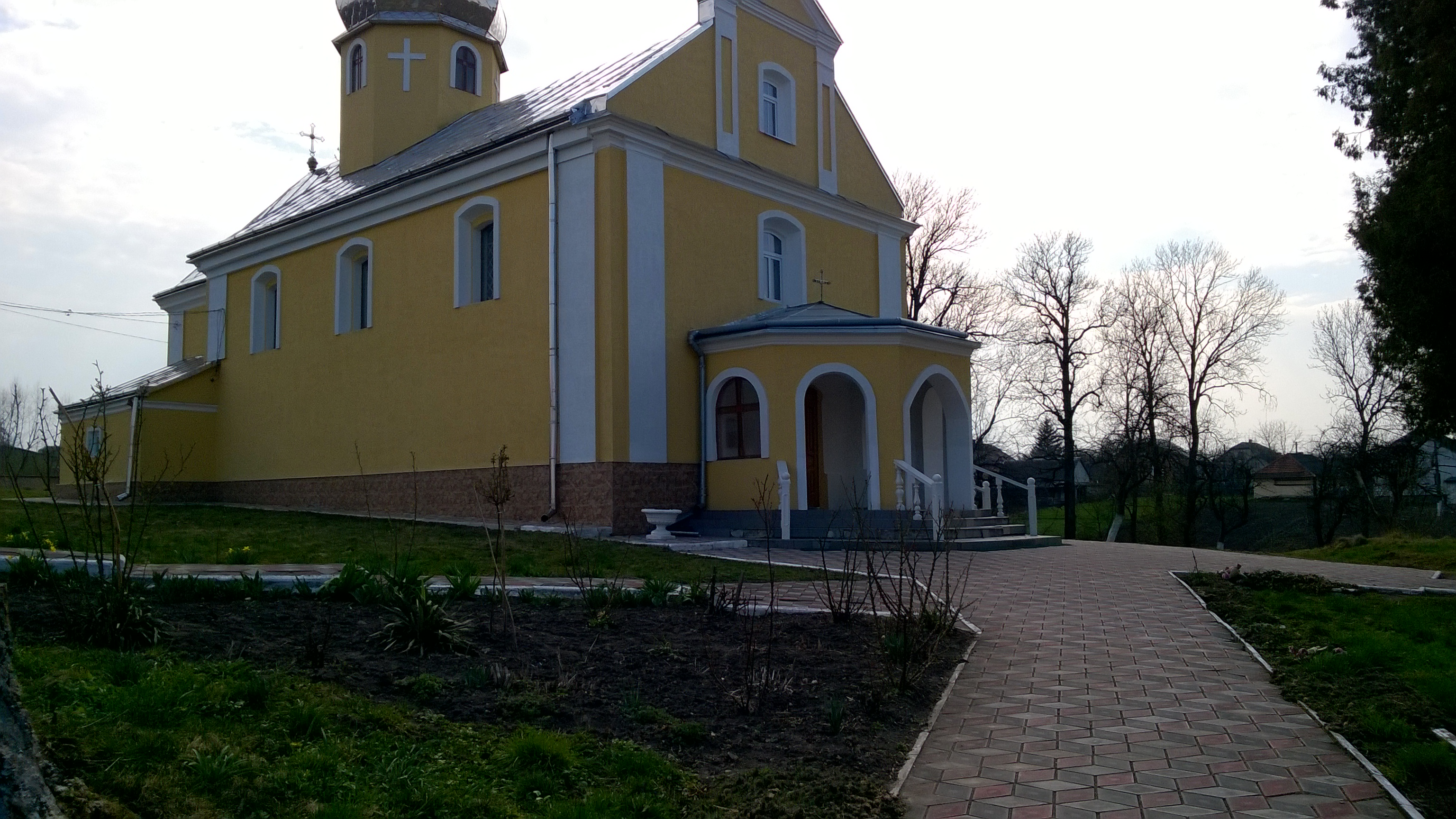
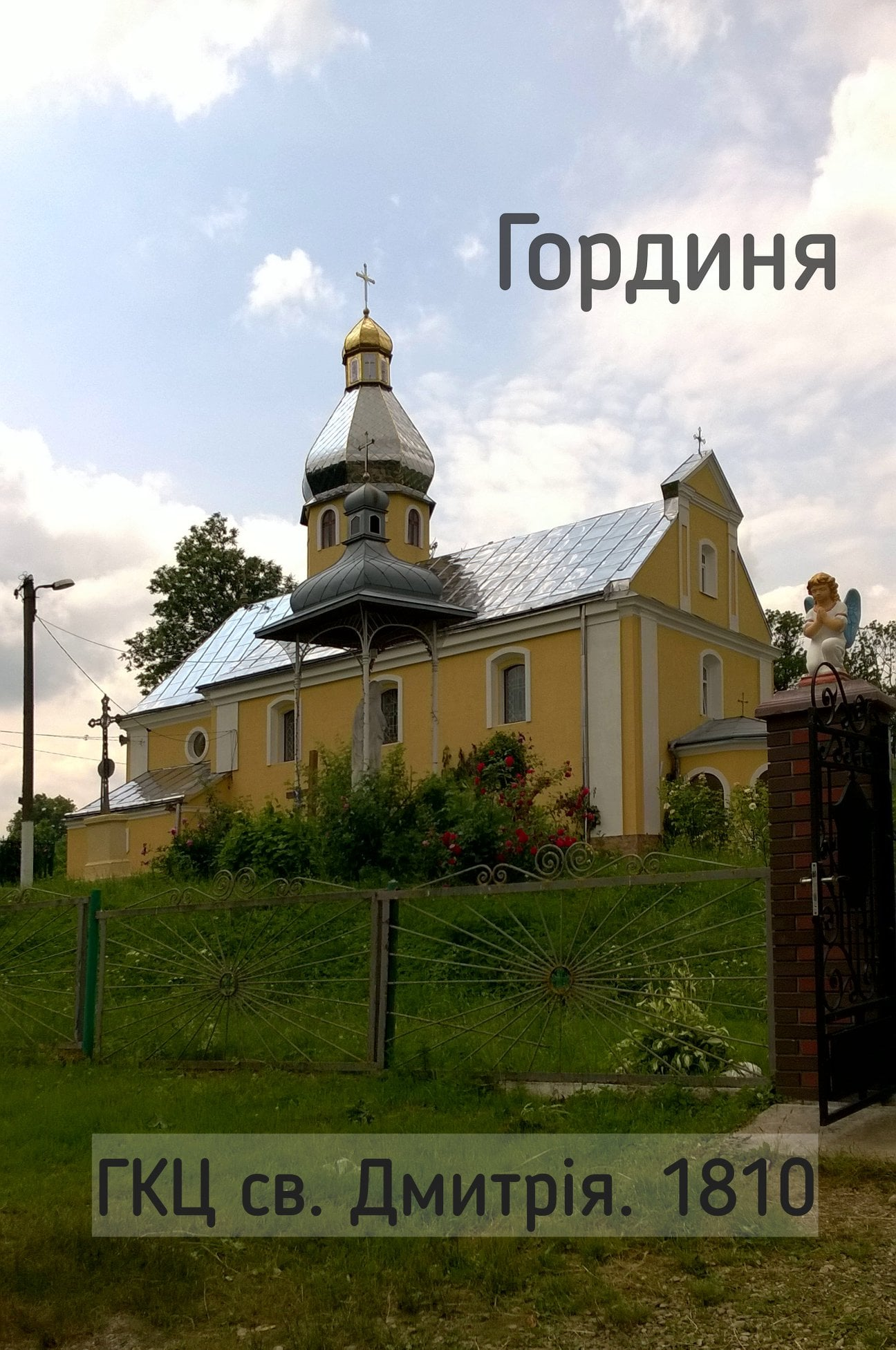
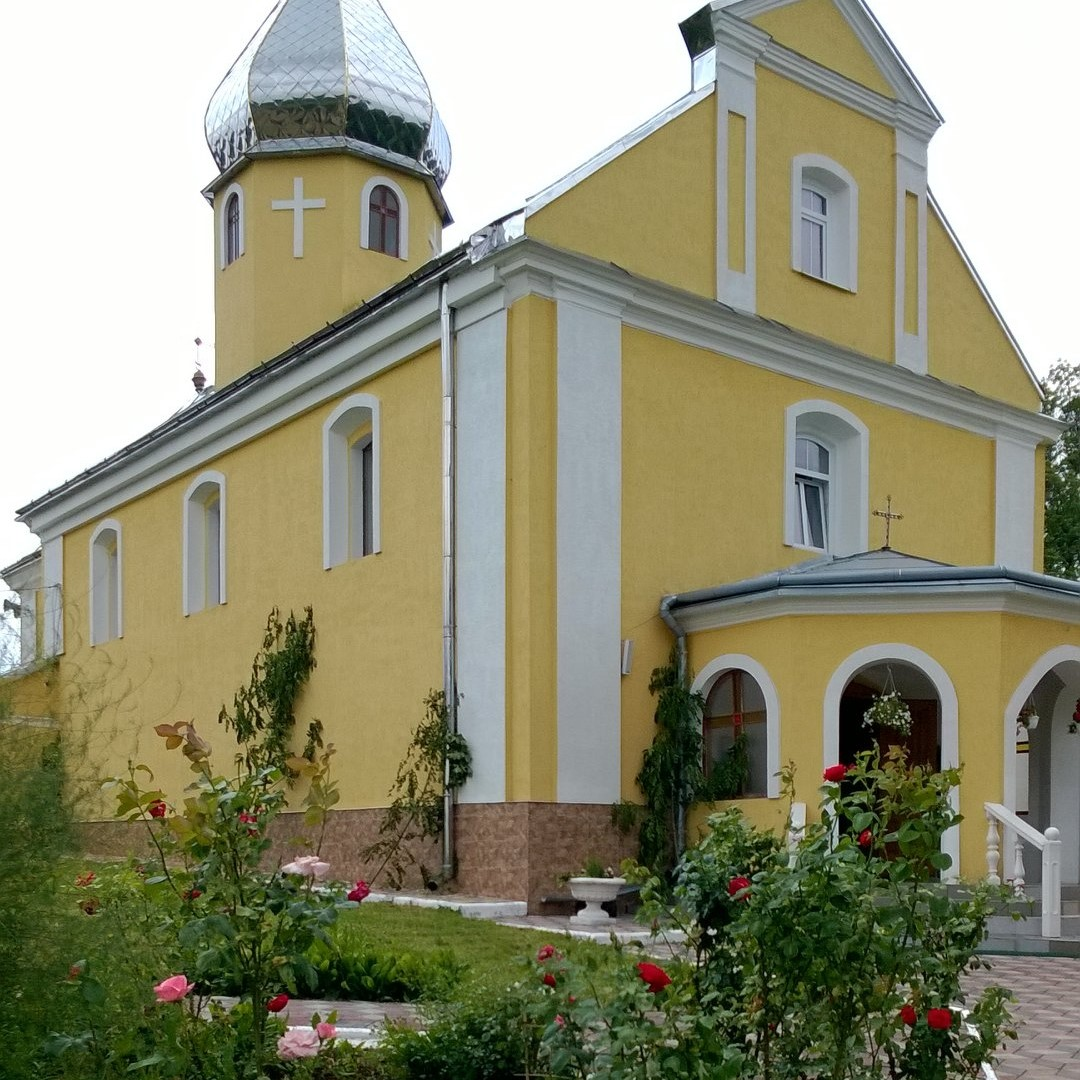

Новозбудовану муровану церкву Св. Дмитрія було освячено 1810.
У 2019—2020 роках церкву розписали та встановили новий іконостас. 8 листопада 2020 року за участю Єпископа-помічника Самбірсько-Дрогобицької єпархії УГКЦ Григорія (Комара) відбулося освячення церкви після її оновлення.
Поряд з церквою поховані отці Микола Городиський, Дмитро Ортинський та Лев Мацуцький (1917 р.). Нині церква є пам'яткою архітектури місцевого значення Самбірського району (№ 1489-М).

## Художні джерела про Гординю
У 1895–1896 рр. виходець з Гордині, відомий український письменник Андрій Якович Чайковський написав дві повісті «Олюнька» та «В чужому гнізді», де детально описав етнографічні характеристики особливостей чоловічого та жіночого одягу шляхти та селян, їх житла, описи елементів духовної культури села Пишнівці. Прототипом Пишнівців в «Олюнці» та «В чужому гнізді» послужило письменникові шляхетське село Гординя. Якщо сюжет «Олюньки» хронологічно пов'язаний з другою половиною XIX ст., то повість «В чужому гнізді» розповідає про т. зв. ходачкову шляхту ще з часів панщини і перших років після її відміни. Ця часова різниця обох творів досить відчутна в їх змісті. У першому випадку превалює те, що сам автор мав можливість бачити і спостерігати в житті дрібної шляхти, а в другому, що він міг почути з розповідей інших, дізнатися з писемних матеріалів.

У листі до О. Маковея від 28 грудня 1895 р. А. Чайковський писав:

«Не штука було писать „Олюньку“. Коли я її знав лично, з нею бавився (ми в однім селі росли, Пишнівці — Гординя), знав цілу єї історію…»
Реальним прообразом головної героїні твору стала дівчина з Гордині Олена Гординська-Антонович (1850 р.н.), її батьки Теодор і Текля, однорічна сестра померли від холери коли їй було 5 років. 20 лютого 1870 року Олена вийшла заміж за Дмитра Волошиновського (1846—1871), а 20 квітня наступного року тіло Олени було знайдено на березі річки Дністер.

Уривок із повісті «Олюнька»:
«Село Пишнівці різниться від інших сіл наддністрянської околиці хіба тим, що воно розпадається на дві адміністративні громади: на шляхетську, що зветься Закуття, і хлопську, або рустикальну. Обі ті громади мають хіба спільну церкву й школу, та й тут намагаються не змішуватися між собою, бо, на їх думку, і перед богом хлоп шляхтичеві не рівня. Ця класова незгода переноситься і на школярів, що вчаться в однім будинку; вони між собою не любляться, не хочуть сидіти суміш на лавках і так, як їхні батьки, дражнять одні одних та роблять собі взаємні пакості.
Кожна громада має своє окреме начальство з окремою радою. На Закутті начальникує префект з асесорами, а в громаді рустикальній — звичайний війт з присяжними. Між закуттянами і хлопами нема найменшого зв'язку. Вони стараються якомога різнитися й убранням, і бесідою, й звичаями.
Пишнівські хлопи мають вигляд українських селян, а шляхта, що пам'ятає ще дещо зі своїх традицій та шляхетських привілеїв, подобає на якусь хлопсько-панську мішанину. Та це водиться і з бесідою, і з молитвою. Хлоп не хоче інакше говорити, як по-українськи, не знає іншої молитви, як української: шляхтич дуже радо вживає слова польські, розуміється, в покаліченім вигляді, імена українські вимовляє по-польськи, а вчитися польської молитви належить до доброго тону. Шляхта незадоволена теперішніми порядками та все з жалем згадує часи польського панування, де шляхетські привілеї багато значили і хлоп був хлопом, а не чоловіком.
Родинних зв'язків між хлопами і шляхтою нема й, либонь, не скоро будуть. А якщо коли трапилося, що шляхтянка віддалася за хлопа, то вже їй не показуватися на вулицю Закуття, ба навіть і строю шляхетського мусила зректися, а то, либонь, подерли б на ній на шматки. Так само здерли б капоту з такого шляхтича, котрий оженився б з хлопкою.
А втім, у цілому Закутті сама шляхта. Є тут Гординські-Федьковичі, Чайковські-Тимковичі, Городиські-Ядвищаки. Останні назвища — то родові, або, як вони кажуть, придомки. Себе вони кличуть по батькові, і так є тут Яців Ясьо, Петрів Ясьо, Стефанів Юзьо й інші.»

У 1938 році галицький письменник та педагог Іван Филипчак видав книгу під назвою «Школа в Гордині», де описав історію села, становлення шкільництва, церкву.
«В Гордині найдеш і нині не одного шляхтича, що думає категоріями давнини, мріє про давню велич своїх предків… в скринях тієї збіднілої шляхти знайдеш Велику історію Грушевського, що над її розділами ломлять собі голови в тихі зимові вечори поважні шляхтичі і працюють над генеалогією Гордієнка, над родоводом Осипа-Юрія Федьковича Гординського… У скринях тієї шляхти знайдеш такі поважні твори, як В. Липинського „Листи до братів — хліборобів“. Тут знайдеш також кореспонденцію з нашими передовими людьми, як ото з покійним Осипом Маковеєм, професором Грушевським, листи від В. Липинського, що йому тутешній шляхтич Іван Федькович Гординський хотів на вигнанні прийти з матеріальною допомогою, за що В. Липинський сердечно подякував, а допомоги не прийняв». 

## Пам'ятки
- З проголошенням незалежності України, в Гордині, при дорозі на с. Корналовичі, насипали символічну могилу в пам'ять о. Юрію Гошки та бійців УПА (сотник Іван Наконечний — «Орленко», «Блакитний», «Гайда», «Юрко»). Високий металевий Хрест зварив і встановив світлої пам'яті Федак Осип Степанович;
- Могила Борцям за волю України (1917—1921 рр.);
- Пам'ятник Євгенові Коновальцю та Степану Бандері;
- Пам'ятник Андрію Чайковському.

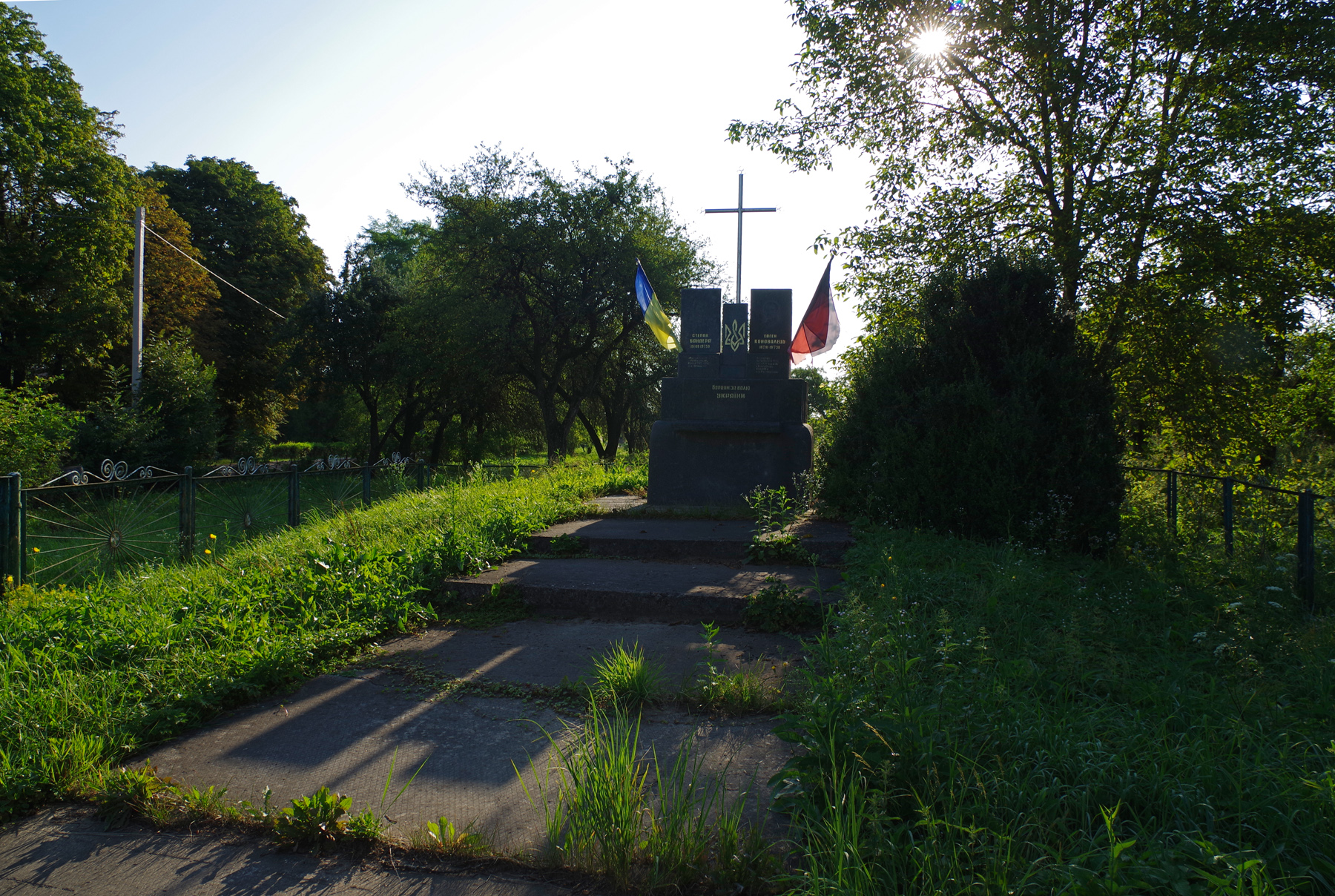
Пам'ятник Євгенові Коновальцю та Степанові Бандері, встановлений в 1993 р.
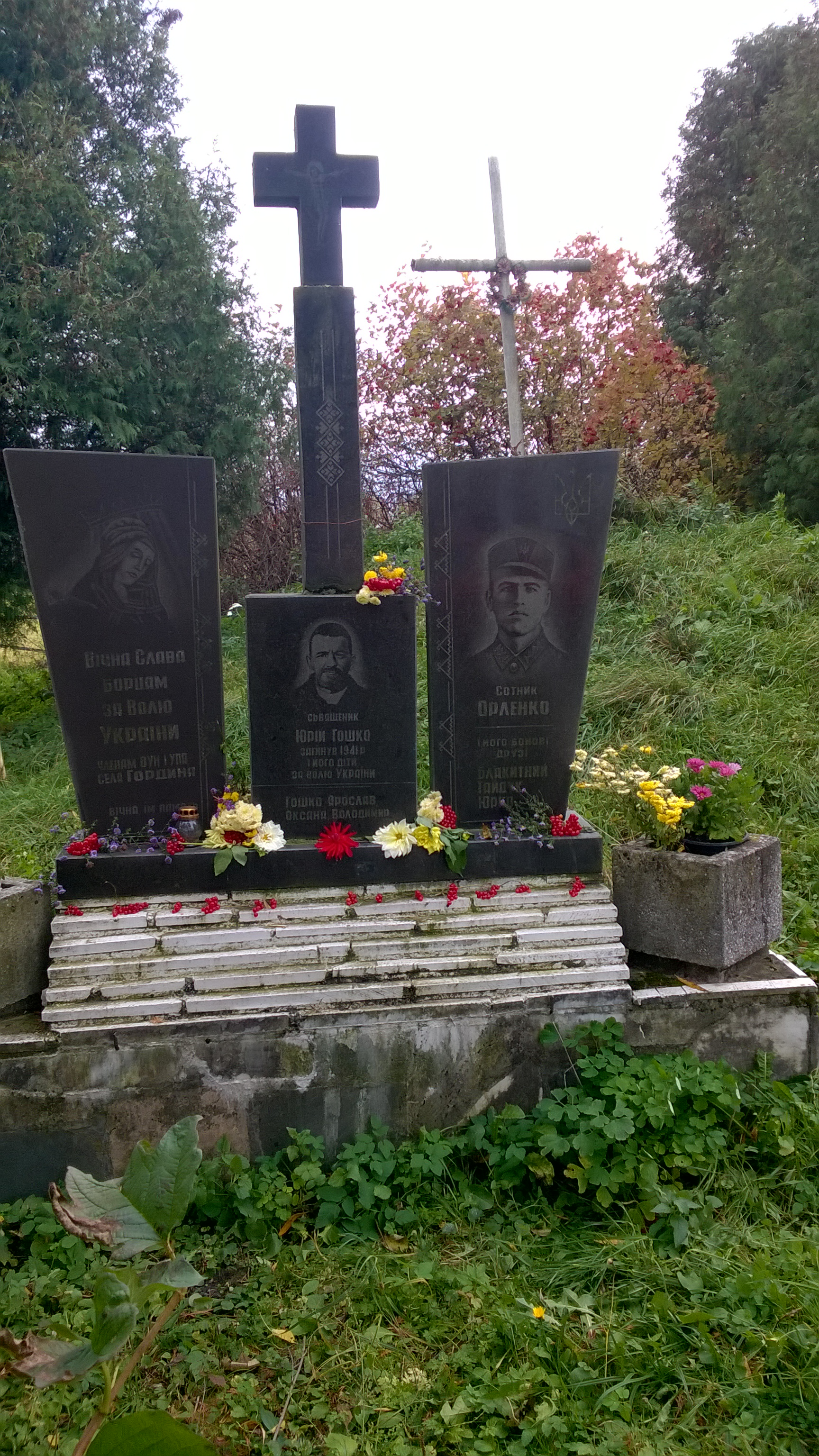
Символічна могила та пам'ятник о. Юрію Гошці та сотнику УПА Івану Наконечному — «Орленку»
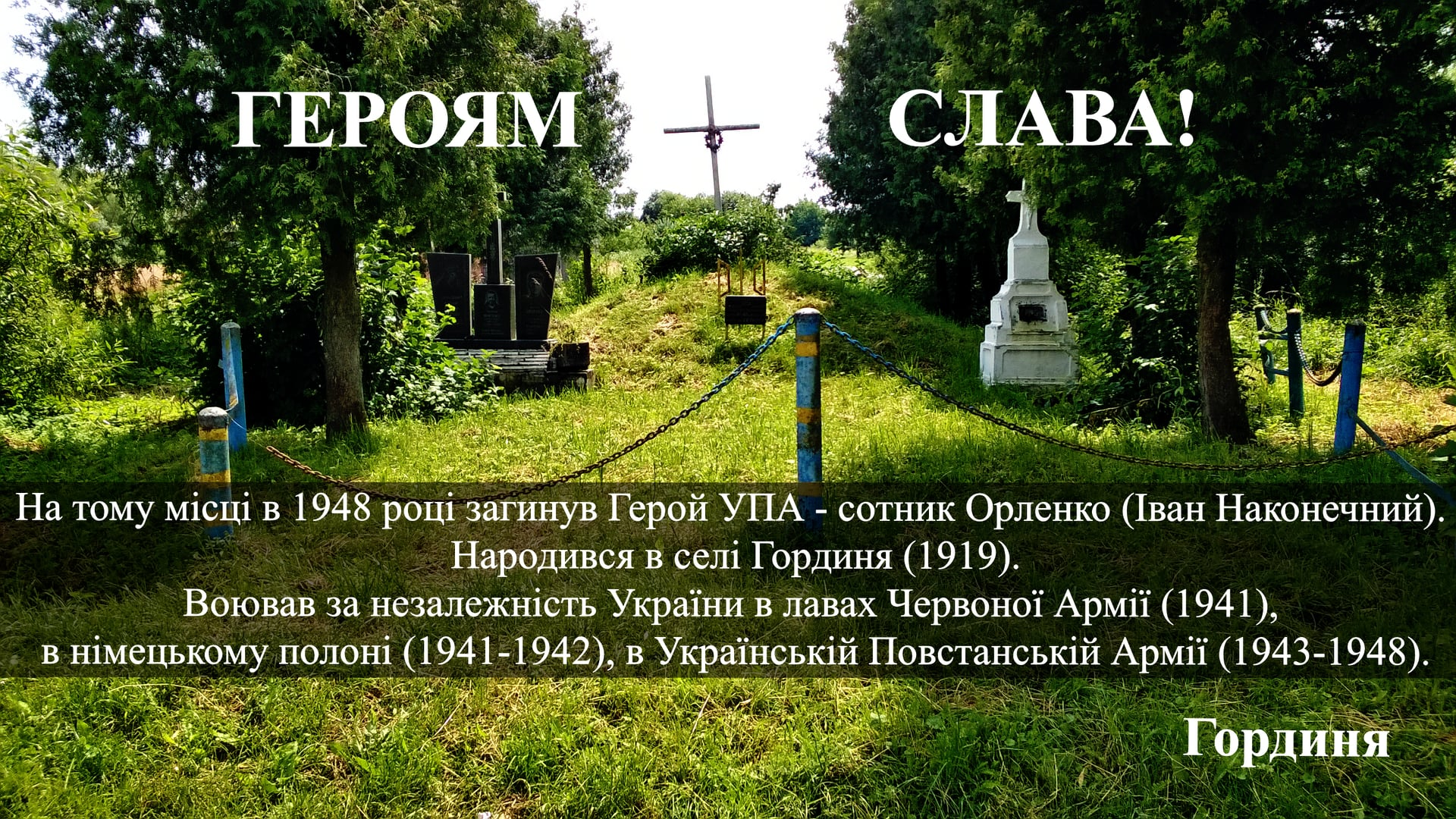
Символічна могила та пам'ятник о. Юрію Гошці та сотнику УПА Івану Наконечному — «Орленку»

## Населення
Станом на 2001 рік, населення села налічувало 998 осіб.
| 1881  | 2001  |
| ----- | ----- |
| → 738 | ↗ 998 |

## Інфраструктура
В селі функціонує Гординянська СЗШ І-ІІ ступеня (80 учнів станом на 2020 рік), Народний дім та бібліотека.

## Спорт

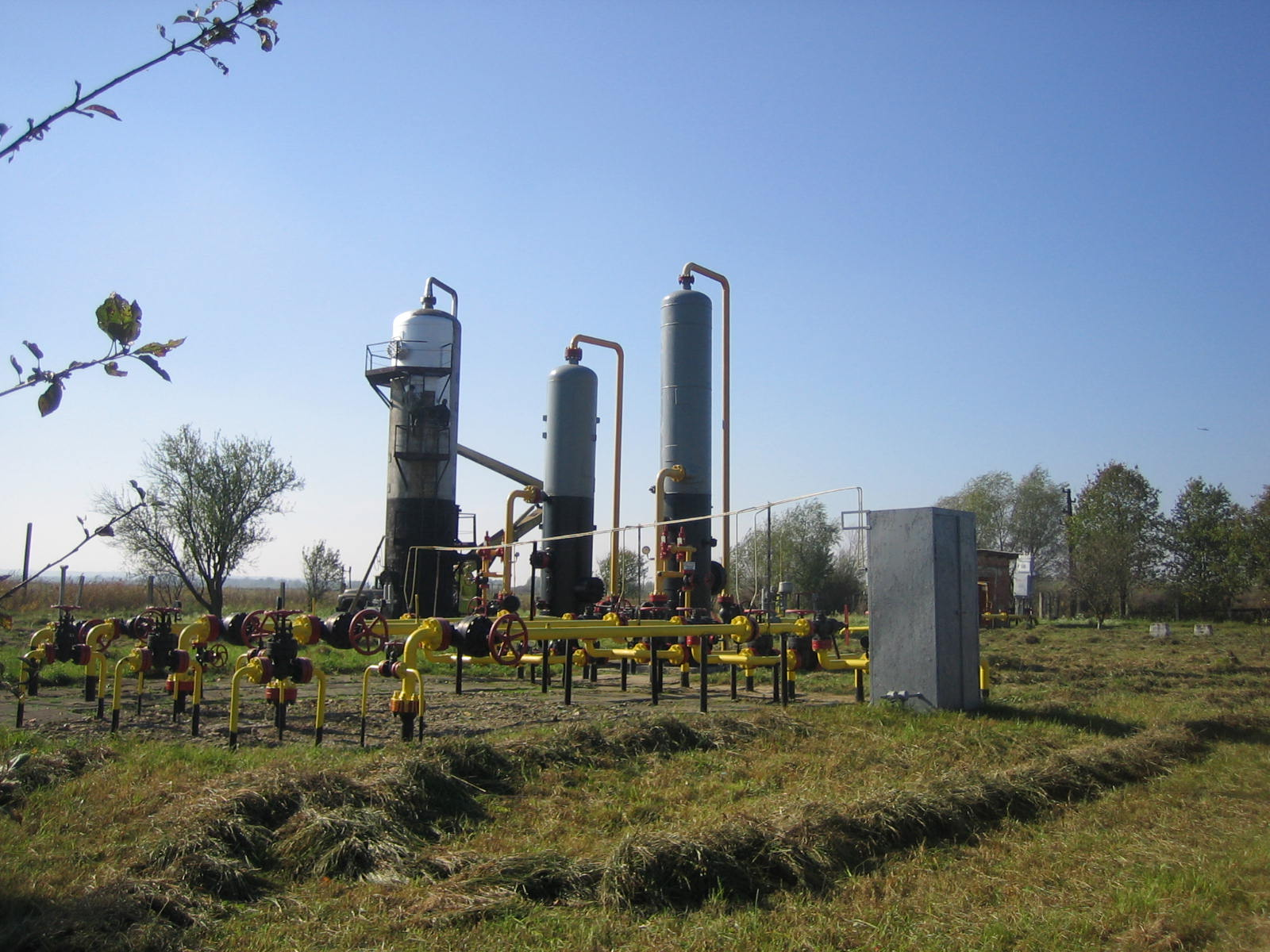
УППГ-1 Залужани у селі Гординя

- ФК «Дністер» — Гординя.

## Економіка
У селі розміщене ФГ «Друзі», яке займається вирощуванням зернових культур, ТОЗВ "Виробничо-комерційне підприємство «Гординя» з виробництва цегли, дахівки та інших будівельних виробів, КП «Гординя» з виробництва продуктів борошномельно-круп'яної промисловості.
На території села знаходиться УППГ–1 Залужани, де здійснюється видобуток газу із Залужанського газоконденсатного родовища.

## Відомі люди
Із селом пов'язані
- Кость Федькович Гординський (? – † 15.05.1733; Кам'янська Січ, нині село Республіканець Херсонщини) — кошовий отаман Запорозької Січі, створив та очолив Кам'янську Січ. До 1728 р. очолював Олешківську Січ, сподвижник та співавтор Конституції Гетьмана Війська Запорозького Городового Пилипа Орлика;
- Чайковський Андрій Якович (15.05.1857; Самбір – † 2.06.1935; Коломия) — відомий український письменник, громадський діяч, доктор права, адвокат у Галичині. Втративши в ранньому віці батьків, Андрія забрала до себе в Закуття (шляхетський присілок Гордині) його бабуся. Практично весь юнацький вік Андрій ріс і виховувався своєю бабусею в Гордині. В автобіографії він писав:

| Малим 5-літнім хлопцем перейшов я жити до Гордині-Закуття між малоземельну шляхту[41] |
- Гошко Юрій (1888 — † 1941) ― гординський парох (1917–1941), політв'язень, загинув в тюрмі НКВС м. Дрогобича.

У селі народилися
- Гординський Стефан – мечник Києва, віце-регент гродського суду м. Львова (1754), гродський писар Львова, посол Львівської землі (1764), підписав обрання Станіслава Августа. У 1769 р. — гродський суддя Львова і підстароста Львова (1779).
- Гординський Йозеф – ц.к. чиновник, староста самбірського округу (1871-1882);
- Михайло Смяльовський (14 .12. 1906; – † 2 листопада 1990: Коламбус, США) — польський хімік, фахівець у галузі металургії та структурної корозії.
- Домітер Зигмунд-Степан (06.06.1917 – † 22.11.1941; Велика Британія) — капрал, пілот 58 підрозділу оперативного навчання Повітряних сил Польщі в складі Королівських ПС Великої Британії; Загинув при випробовувальному польоті в Шотландії.[42]
- Наконечний Іван Денисович — «Орленко» (01.07.1919 – † 4.03.1948; Гординя — Закуття) — сотник УПА, активіст читальні «Просвіта», творець загону УНС в Гордині, в'язень німецького концтабору, загинув у с. Гординя під час облави НКВС;[4]
- Фурдин Дмитро Семенович (1921—2014) — художник-іконописець;

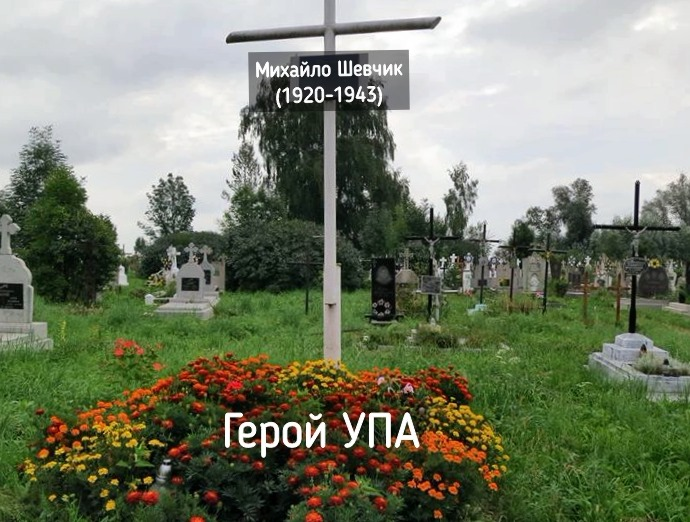
Могила Михайла Шевчика на місцевому цвинтарі с. Гординя.

- Фурдин Осип Федорович (нар. 2 липня 1954) — дрогобицький політичний та партійний діяч. Виконувач обов'язків міського голови Дрогобича у 1996 році.
- Греділь Степан Осипович (нар. 01.03.1964) — український футболіст.[4]

У селі загинули
- Шевчик Михайло (1920; с. Звір – † лютий, 1943; Гординя) — зв'язковий УПА, загинув від рук солдатів Вермахту;